# Lybidska (métro de Kiev)
Lybidska (ukrainien : Либідська) est une station de la ligne Obolonsko-Teremkivska (M2) du métro de Kiev. Elle est située en limite des raïon de Holossiïv et de Petchersk de la ville de Kiev en Ukraine.
Mise en service en 1984, elle est desservie par les rames de la ligne M2. Le service est arrêté ou perturbé depuis l'invasion de l'Ukraine par la Russie en 2022.

## Situation sur le réseau
Établie en souterrain, la station Lybidska, est une station, de passage, de la Ligne Obolonsko-Teremkivska (M2) du métro de Kiev. Elle est située, entre la station Palats « Oukraïna », en direction du terminus nord Heroïv Dnipra, et la station Demiïvska, en direction du terminus sud, Teremky.
Elle dispose d'un quai central encadré par les deux voies de la ligne.

## Histoire
La station Lybidska, alors dénommée Dzerjynska, est mise en service le 30 décembre 1984, lors de l'ouverture à l'exploitation du prolongement de Olimpiiska à Lybidska, nouveau terminus de la ligne.  Elle est réalisée par les architectes A. T. Ejov, A. Krouchinski et T. Tselikovskaïa.
Elle devient une station de passage le 15 décembre 2010, lors du prolongement jusqu'à Vassylkivska.

## Services aux voyageurs

### Desserte
Lybidska, est desservie par les rames de la ligne Obolonsko-Teremkivska (M2).

Installations et desserte
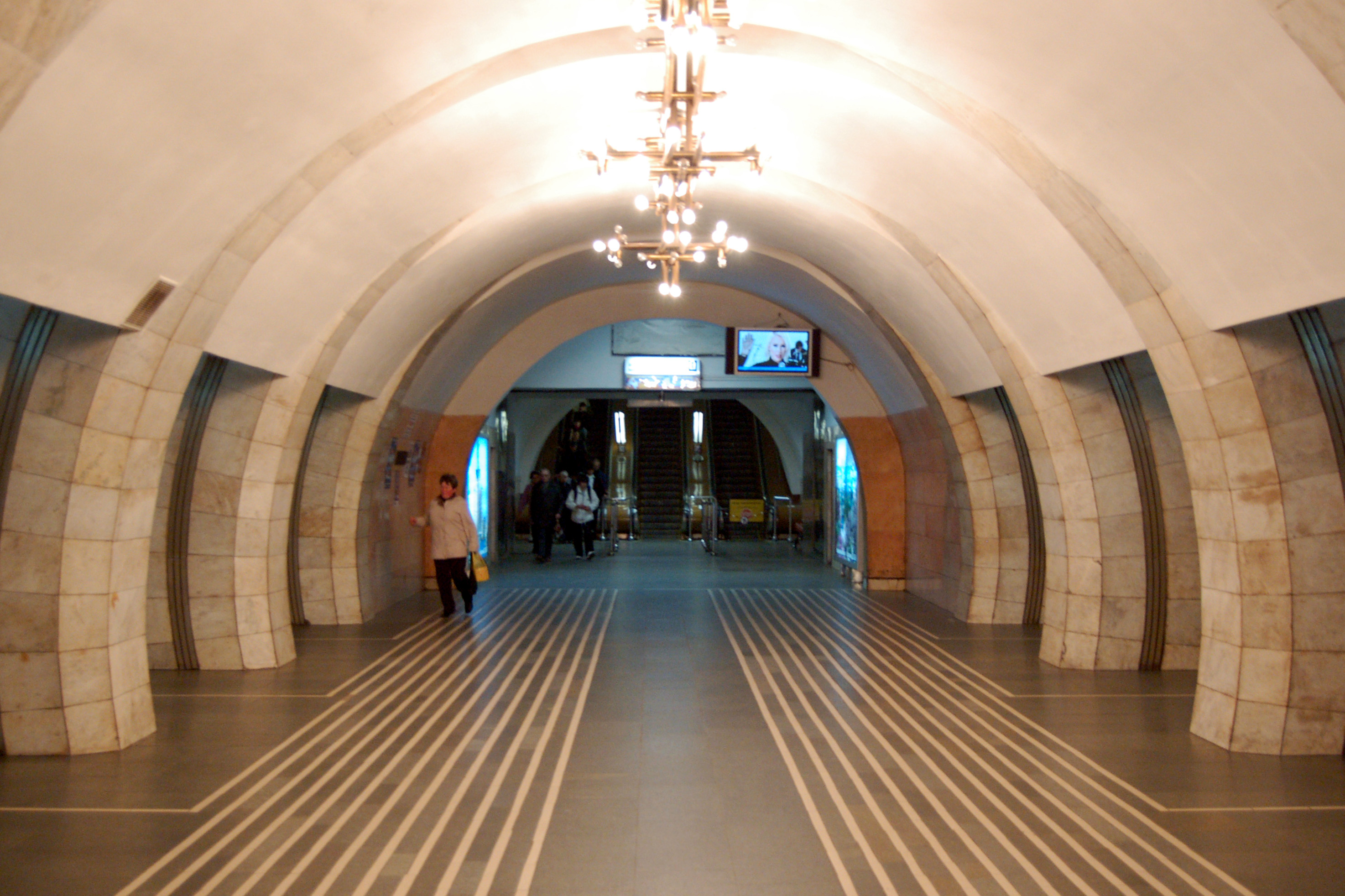
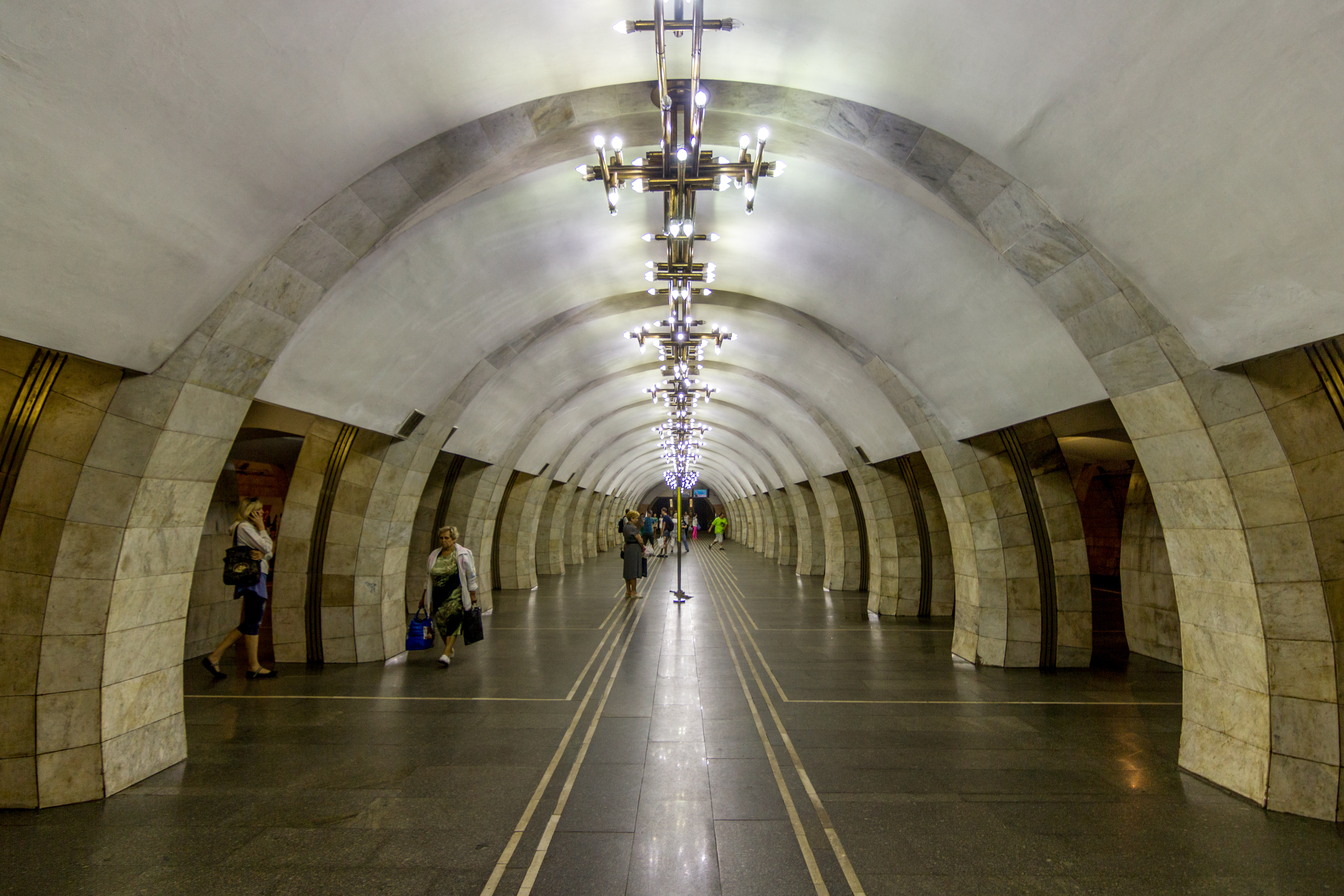
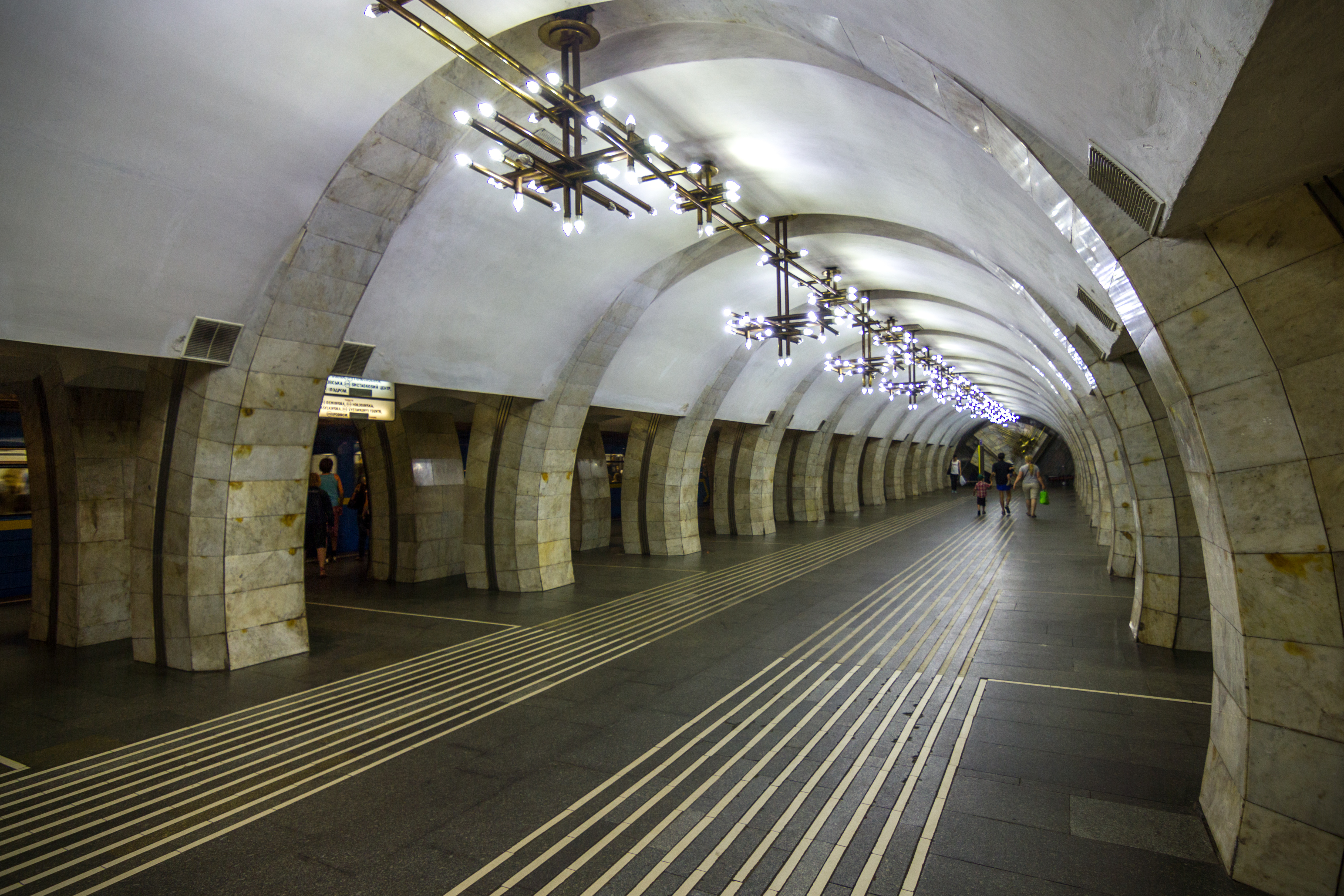